# (14972) Olihainaut
(14972) Olihainaut (1997 QP3) – planetoida z pasa głównego asteroid okrążająca Słońce w ciągu 3,84 lat w średniej odległości 2,45 j.a. Odkryta 30 sierpnia 1997 roku przez OCA-DLR Asteroid Survey, a nazwana na cześć belgijskiego astronoma Oliviera (Oli) Hainauta.